# Sedem laži
Sedem laži je krajša slovenska ljudska pravljica. Zapisal jo je Matija Valjavec, objavljena pa je v zbirki Slovenske pravljice, ki jo je zbral in uredil Alojzij Bolhar. Izšla je v Ljubljani, pri Mladinski knjigi, leta 1965.

## O avtorju
Matija Valjavec se je rodil 17. februarja 1831 na Srednji Beli pod Storžičem in je umrl 15. marca 1897 v Zagrebu. Bil je profesor klasičnih in slovanskih jezikov v Varaždinu in v Zagrebu. Ukvarjal se je s pesništvom, jezikoslovjem in narodnopisjem. Odlikuje ga preprosta in prikupna domišljija brez velikih umetniških ambicij. V gimnaziji pa je predeloval ljudske pripovedke in pravljice, kasneje pa je zapisloval izvirne gorenjske, prleške, prekmurske, štajerske in kajkavske pesmi. V jezikoslovje je prispeval pomembno razpravo Prinos k naglasu. Nabiral je ljudsko blago, pisal lirske in pripovedne pesmi ter epe, predvsem pa slovi kot pisec živalskih pravljic v verzih (Pastir, Volk Rimljan, Osel, Kralj zverin idr.)

## Povzetek vsebine
Bila je žena, ki je imela prekrasno hčer in odločila se je, da jo da tistemu, kateri bo govoril tako dolgo z njo, dokler ne bo rekla "to je laž". Nekega dne so mimo te žene peljali trije hlapci, brati. Starejša dva sta poskusila pripraviti ženo, da reče "to je laž" vendar jima ni uspelo. Tudi najmlajši je hotel spregovoriti z njo, pa sta se mu starejša smejala. Imela sta ga za norca. Vendar mu je uspelo. S sedmimi lažmi je gospo pripravil, da izreče "to je laž" in tako dobil njeno hčer.

## Analiza pravljice
Pripovedovalec: tretjeosebni
Književni čas: neznan (Nekoč...)
Književni prostor: neznan (Nekje...)
Liki:
- Glavni lik: mlajši sin, mati
- Stranski liki: oče, hčerka, srednji in starejši sin

Slogovne značilnosti:
- okrasni pridevki: lepa hčer, sakramenska laž,...
- pravljično število: tri hlapci, tri vozi gnoja, sedem laži,...

Vrh pravljice: Ženin stavek:"To je sakramenska laž."
Motiv: dobiti prekrasno hčer
Konec: Je srečen. Mlajši sin spet "zmaga, kljub temu, da ga imata starejša dva za norca

## Interpretacija pravljice po teoriji Maxa Luthija (literarni pristop)
Tipičen pravljični začetek
- Nekoč so peljali

Tipičen pravljični konec
- In živela sta srečno

Dogajalni prostor in čas
- nista znana
- nekje, nekoč

Literarni liki
- tipi brez individualnih značilnosti
- prekrasna hčer
- reven hlapec
- dobro-slabo

Pravljična števila
- Sedem (laži)
- trije (brati)
- tri (vozi gnoja)

## Interpretacija likov
- Starejša brata- sta ošabna, mlajšega imata za norca
- Mlajši brat- njegova dobrota se na koncu poplača, saj dobi hčer, za katero se vsi potegujejo
- Oče- je omenjen samo enkrat, ko izvemo da ima tri sinove
- Mati- ima v pravljici najmočnejšo vlogo, saj je hčerina usoda odvisna od nje
- Hčer- o njej izvemo le da je zelo lepa

## Tematsko podobne pravljice
Motiv treh sinov
- Zdravilno jabolko- Pravljica govori o kralju, ki je ležal na smrtni postelji, zato je poslal svoje tri sinove po svetu, da mu poiščejo in prinesejo zdravilno jabolko. To je uspelo najmlajšemu sinu.
- O treh bratih in treh hčerah- Zlata jabolk, krade neka žeska iz podzemlja. Edini, ki mu uspe prehiteti žensko in dobiti zlato jabolko je najmlajši sin.
- Kralj in njegovi trije sinovi- Kralj, ki je bil že zelo star, je poslal svoje tri sinove po svetu, da mu prinesejo najdražje darilo. Starejši sin mu je prinesel gragulj, srednji sin krono iz čistega zlata, najmlajši sin pa ni našel darila, zato je očetu podaril svojo sinovsko ljubezen in srce. To darilo je najbolj ganilo kralja, zato je najmlajšemu sinu izročil kraljestvo.

Motiv iskanja neveste oz. ženina
- O dvanajstih bratih in sestrah- se bratje skupaj odpravijo iskati neveste, pri njih je nenavadno to, da se prav vsi želijo poročiti z dvanajstimi hčerami nekega drugega kralja.
- Pet bratov- pet bratov reši kraljično in ta gre v roke najmlajšega med njimi.

## Izdaje
- Slovenske pravljice, Ljubljana, Mladinska knjiga, 1965
- Pravljice za leto in dan, Ljubljana, Mladinska knjiga, 1993
- Slovenske pravljice, Elektronska knjiga, Franko Luin
- Slovenske narodne pravljice, založba Mladinska knjiga, 1989
- Slovenske narodne pripovedke, založba Mladinska knjiga, 1981
- Babica pripoveduje, založba Mladinska kniga, 1984
- pravljica je bila tudi na radiu Študent 6.6.2005